# ژابیانکا

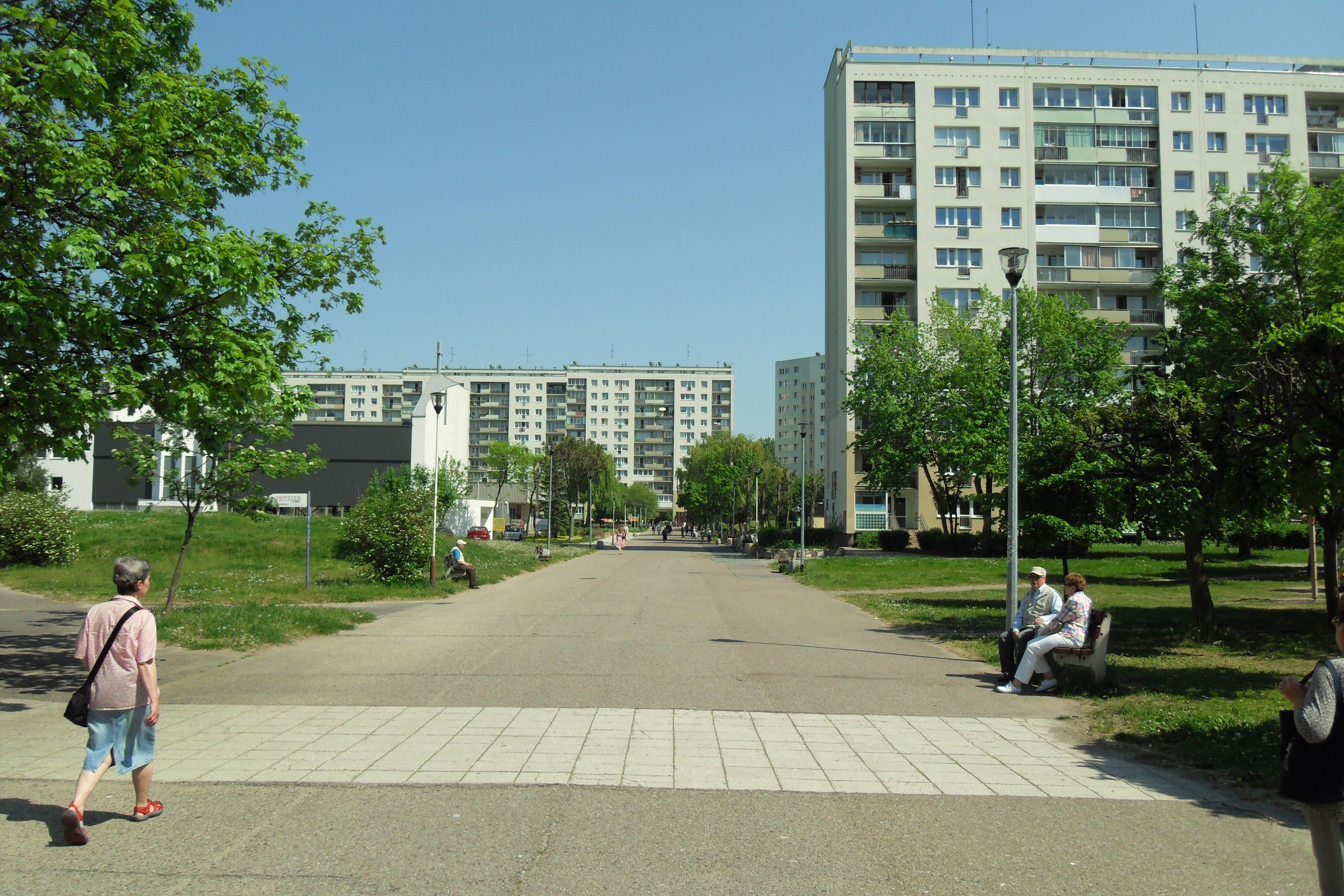
نمایی از ژابیانکا، منطقه‌ای مسکونی در گدانسک - ۲۰۱۲

ژابیانکا (انگلیسی: Żabianka) منطقه مسکونی در گدانسک است. این منطقه مسکونی در مرز سوپوت واقع شده‌است.